# Nowy Międzyłęż
Nowy Międzyłęż – przysiółek wsi Międzyłęż w Polsce, położony w województwie pomorskim, w powiecie tczewskim, w gminie Pelplin. 
Przysiółek wchodzi w skład sołectwa Międzyłęż.
W latach 1975–1998 przysiółek administracyjnie należał do województwa gdańskiego.